# Macédoine du Nord aux Jeux paralympiques d'été de 2024
Le Macédoine du Nord participe aux Jeux paralympiques d'été de 2024 à Paris. C'est sa huitième participation aux jeux depuis 1996.
Olivera Nakovska-Bikova (en) est la seule représentante du pays au jeux. Étant à Châteauroux lors de la Cérémonie d'ouverture, un bénévole fut choisi comme porte drapeau.
La Macédoine du Nord à gagné sa dernière médaille lors des jeux de 2012. 

## Nombre d’athlètes qualifiés par sport
Voici la liste des qualifiés Macédoniens  par sport :
| Sport | Femmes | Hommes | Total |
| ----- | ------ | ------ | ----- |
| Tir   | 1      | 0      | 1     |
| Total | 1      | 0      | 1     |

## Résultats

### Tir
L’athlète se classe 8e de l’épreuve Pistolet à 25 m air comprimé SH1 mixtes avec 7 points. Elle termine également 8e de l’épreuve Pistolet à 10 m air comprimé femmes avec 107.4 points,.
| Athlètes                     | Épreuve                                 | Finale      | Finale |
| Athlètes                     | Épreuve                                 | Performance | Rang   |
| ---------------------------- | --------------------------------------- | ----------- | ------ |
| Olivera Nakovska-Bikova (en) | Pistolet à 10 m air comprimé SH1 femmes | 107.4       | 8e     |
| Olivera Nakovska-Bikova (en) | Pistolet à 25 m air comprimé SH1 mixtes | 7           | 8e     |